# Expedición Fuchs-Hillary

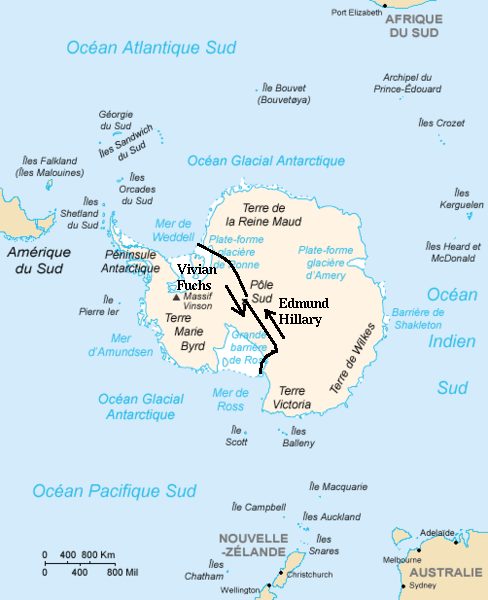
Ruta de la expedición.

La expedición Fuchs-Hillary de 1955-58, denominada oficialmente expedición transantártica de la Commonwealth (Commonwealth Trans-Antarctic Expedition, CTAE) fue una iniciativa patrocinada por la Mancomunidad de Naciones que finalizó con éxito la primera travesía de la Antártida a través del polo sur. 
De acuerdo con la tradición de las expediciones polares de la «edad heroica», la CTAE fue una empresa privada, aunque apoyada por los gobiernos del Reino Unido, Nueva Zelanda, Estados Unidos, Australia y Sudáfrica, así como por empresas y muchas donaciones de particulares, bajo el patrocinio de la reina Isabel II del Reino Unido. Fue encabezada por el explorador británico Vivian Fuchs (1908-99), con el neozelandés Edmund Hillary (1919-2008) al mando de un equipo de apoyo. El equipo neozelandés estaba igualmente compuesto por científicos que trabajaban en el marco del Año Geofísico Internacional (AGI), mientras que el equipo de investigación británico del AGI estaba separado con base en la bahía de Halley. 
El segundo cruce del continente no sucedió hasta 1981, durante la expedición Transglobe dirigida por Ranulph Fiennes. 

## Etapas

### Preparativos
Los preparativos comenzaron en Londres en 1955. Estaba previsto utilizar motos de nieve para realizar la travesía, estimada en 100 días, entre el mar de Weddell y el mar de Ross. Un equipo navegó durante el verano austral de 1955-56 a bordo de un buque foquero canadiense, el Theron, desde Londres a la Antártida. Su propósito era establecer la «base Shackleton» —nombrada así en honor de Ernest Shackleton y su Expedición Endurance— cerca de la bahía de Vahsel en el mar de Weddell. La Theron, al igual que sus antecesores inmediatos, el Endurance (Expedición Imperial Trans-Antártica de Shackleton, en 1914) y el Deutschland (Expedición Trans-Antarctica de Filchner, 1911), quedó atrapado en el hielo. Afortunadamente, a pesar de sufrir daños considerables, pudo liberarse con la ayuda de un hidroavión de la Antártida Auster que encontró una salida. A principios de 1956, Fuchs regresó a Londres, dejando a ocho hombres en la base para pasar el invierno. 
Los ocho hombres del grupo de avanzada, dirigidos por Kenneth Blaiklock, se quedaron en el hielo, con tiendas de campaña y sólo las cajas de embalaje como refugio. La mayoría de los suministros se quedaron en el hielo de la bahía, a unos 3 km del sitio donde iba a ser establecida la base. Su primera tarea era conseguir llevar todos los equipos desde la bahía a la base y tratar de construir un refugio permanente para el invierno que se aproximaba. Una vez que llevaron un mínimo de alimentos y un poco de combustible (parafina), y que tuvieron los perros atados con seguridad en la nueva base, los hombres comenzaron a construir su refugio. Esto resultó ser mucho más difícil de lo que se había previsto, ya que no sólo los ocho hombres eran un número insuficiente para llevar a cabo fácilmente las tareas pesadas, sino por las condiciones meteorológicas en la base Shackleton que demostraron ser mucho más frías y con más viento de lo que se había previsto. Cuando el esqueleto de la cabaña estaba completo, se decidió la posición de los cajones que contenían las paredes y los paneles del techo alrededor del sitio de construcción. Luego ocurrió el desastre. Estalló una ventisca que se prolongó durante más de una semana, la temperatura bajó a -20 °C y la corriente alrededor de la base hizo imposible hacer ningún trabajo afuera. Los hombres se refugiaron en su cajón y dormían en las tiendas de campaña que estaban constantemente en peligro de ser arrastradas a la deriva. Cuando finalmente el viento se calmó la escena había cambiado y era irreconocible. Las cajas gigantes de los paneles de la paredes habían desaparecido bajo muchos pies de nieve a la deriva y el refugio, sin terminar, estaba lleno de nieve. Pero peor aún, cuando los hombres fueron a buscar las tiendas restantes en el hielo de la bahía, no encontraron nada más que agua. El hielo de la bahía se había roto arrastrando todas las tiendas restantes: cantidad de alimentos y combustible, un par de cabañas y un tractor se habían hundido en el mar. 
Este revés importante condenó a los hombres a un montón de trabajo duro, tratando de recuperar las cajas lo que se hizo a través de túneles bajo la nieve, los túneles de paso demostraron ser casetas útiles para los perros, para protegerlos de las condiciones de invierno inesperadamente severas en «base Shackleton». El grupo de ocho sobrevivió al invierno con algunas dificultades, viviendo por el día en la caja del tractor y durmiendo en sus tiendas de campaña, dos hombres en cada tienda. En invierno las temperaturas a menudo caen muy por debajo de -30 °C, pero peor que esto era el viento. El lugar elegido para la «base Shackleton» demostró ser un lugar muy ventoso, siendo el trabajo realizado al aire libre muy desagradable, con todas las tiendas con tendencia a quedar sepultadas en la nieve y con un peligro constante de perderse. 
A pesar de todas estas vicisitudes, los ocho sobrevivieron al invierno con buena salud y, finalmente, terminaron la construcción del refugio a excepción de un agujero en el techo, ya que el grupo nunca recuperó ese panel de su lugar de descanso en el hielo. 
Se las arreglaron para realizar una serie de partidas para cazar focas para los perros y buscar una ruta hacia el sur. Se emplearon perros y el tractor Weasel, mientras que el Snocat que tenían nunca funcionó correctamente, ya que parece que alguien había dejado caer una tuerca en uno de sus ocho cilindros.

### Expedición

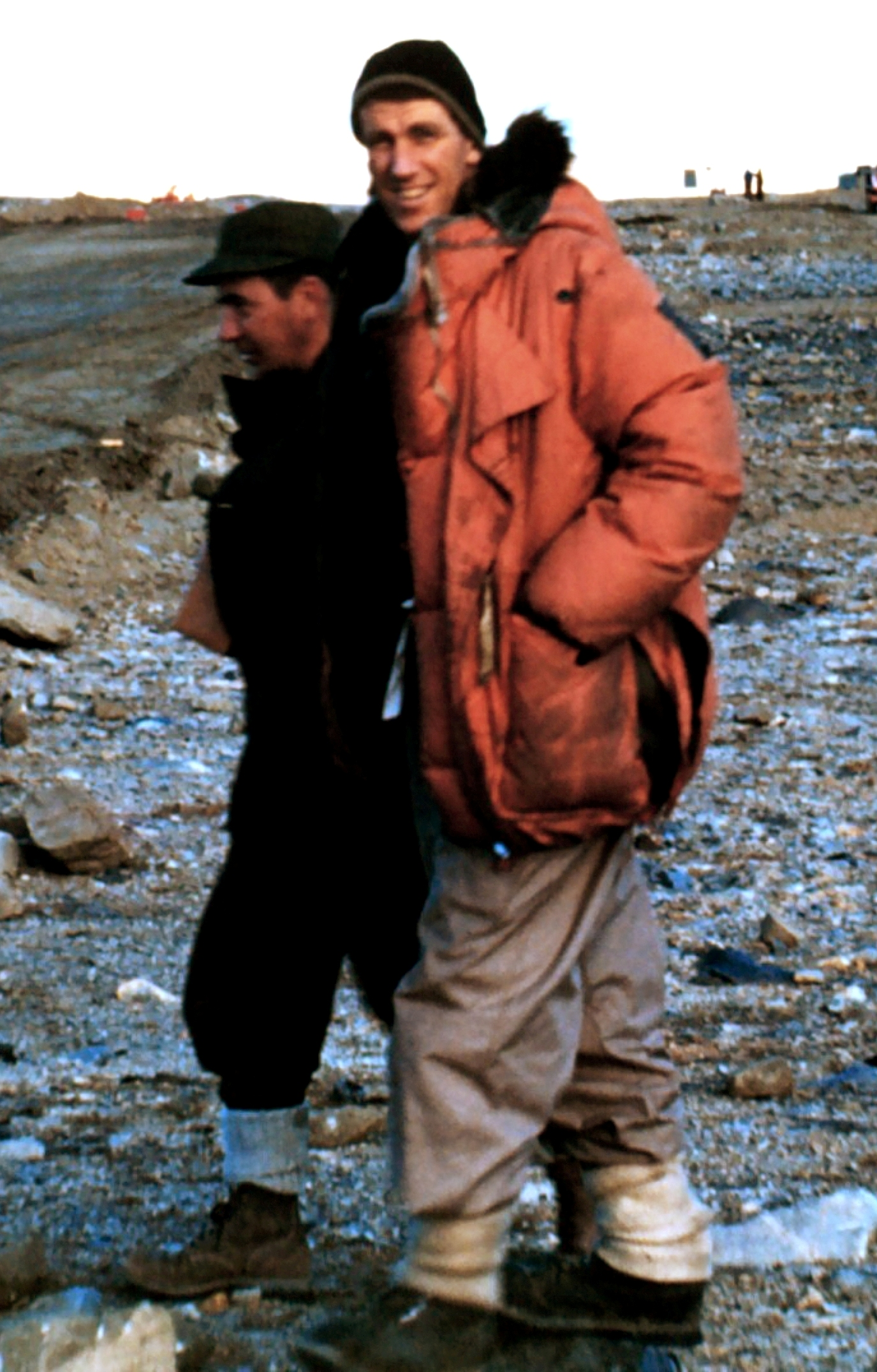
Hillary en 1957 después de acompañar el primer vuelo que aterrizó en punta Marble.

Fuchs volvió a la «base Shackleton» en diciembre de 1956, a bordo del buque polar danés Magga Dan, con suministros y equipo adicional. En enero de 1957, el equipo llegó a la Antártida y pasaron el verano consolidando la base y estableciendo otra base de apoyo llamada Depot-300 pero más conocida por Base South Ice (Hielo Sur). Era más pequeña y estaba a unos 550 km al sur de la costa del mar de Weddell a 1350 m s. n. m.. Esta base fue inaugurada el 25 de abril de 1957 y consistía de una pequeña cabaña para 3 personas, otra cabaña de emergencia y una pista para aviones con esquíes. En ella se hicieron observaciones meteorológicas superficiales y glaciológicas y fue abandonada el 25 de diciembre de 1957. Fuchs pasó el invierno austral de 1957 en la «base Shackleton». 
Al mismo tiempo, Edmund Hillary y su equipo estaban en la «base Scott», en el estrecho de McMurdo, en el mar de Ross, el destino final de Fuchs en el otro lado del continente. Utilizando tractores Massey Ferguson TE20 especialmente adaptados, Hillary y sus hombres tenían la misión de encontrar la mejor ruta entre el Polo y la «base Scott» y establecer una línea de almacenes de suministros hasta el glaciar Skelton y la meseta antártica, para ser usados por Fuchs en la parte final de su viaje. Otros miembros del equipo de Hillary llevaron a cabo estudios geológicos de todo el mar de Ross y las áreas próximas de la Tierra de Victoria. 
El 24 de noviembre de 1957, Fuchs y otros doce miembros de su equipo partieron a bordo de motos de nieve Tucker y tractores especialmente adaptados para este viaje, Muskegs de la compañía Bombardier. Durante todo el viaje, la expedición también se ocupó de realizar investigaciones científicas, incluidas lecturas de sondeos sísmicos y gravimétricos , además de las propias sobre climatología y magnetismo. 
El grupo de Hillary, a su vez, partió mientras que miembros de su equipo permanecían en el mar de Ross y Tierra de Victoria para llevar a cabo los estudios geológicos. No se pretendía que el equipo de Hillary llegase al Polo, pero como estaba cerca y habían finalizado el trabajo programado de los depósitos de apoyo, decidieron seguir para llegar antes que los británicos. Hillary llegó a la estadounidense base Amundsen-Scott del Polo, entonces recientemente creada, el 3 de enero de 1958. Fue la tercera expedición en llegar al Polo por tierra —tras Roald Amundsen en 1911 y Robert Scott en 1912— y la primera en conseguirlo haciendo uso de vehículos. 
Fuchs se le unió el 19 de enero, llegando por el lado opuesto. Sondearon el espesor de hielo en el Polo y la existencia del continente por debajo de él. Fuchs continuó luego en la ruta que Hillary había abierto mientras este último tomaba un avión estadounidense para regresar a su punto de partida. Se volvieron a encontrar más tarde, cuando Hillary se unió al equipo de Fuchs por aire para realizar de nuevo la última parte del viaje. El 2 de marzo de 1958, la expedición llegó a la meta, la «base Scott», después de 99 días y 3.473 kilómetros. Unos días más tarde, los miembros de ambos equipos salieron en el barco neozelandés de la  Royal New Zealand Navy HMNZS Endeavor para Nueva Zelanda, capitaneado por  Harry Kirkwood.

### Logística

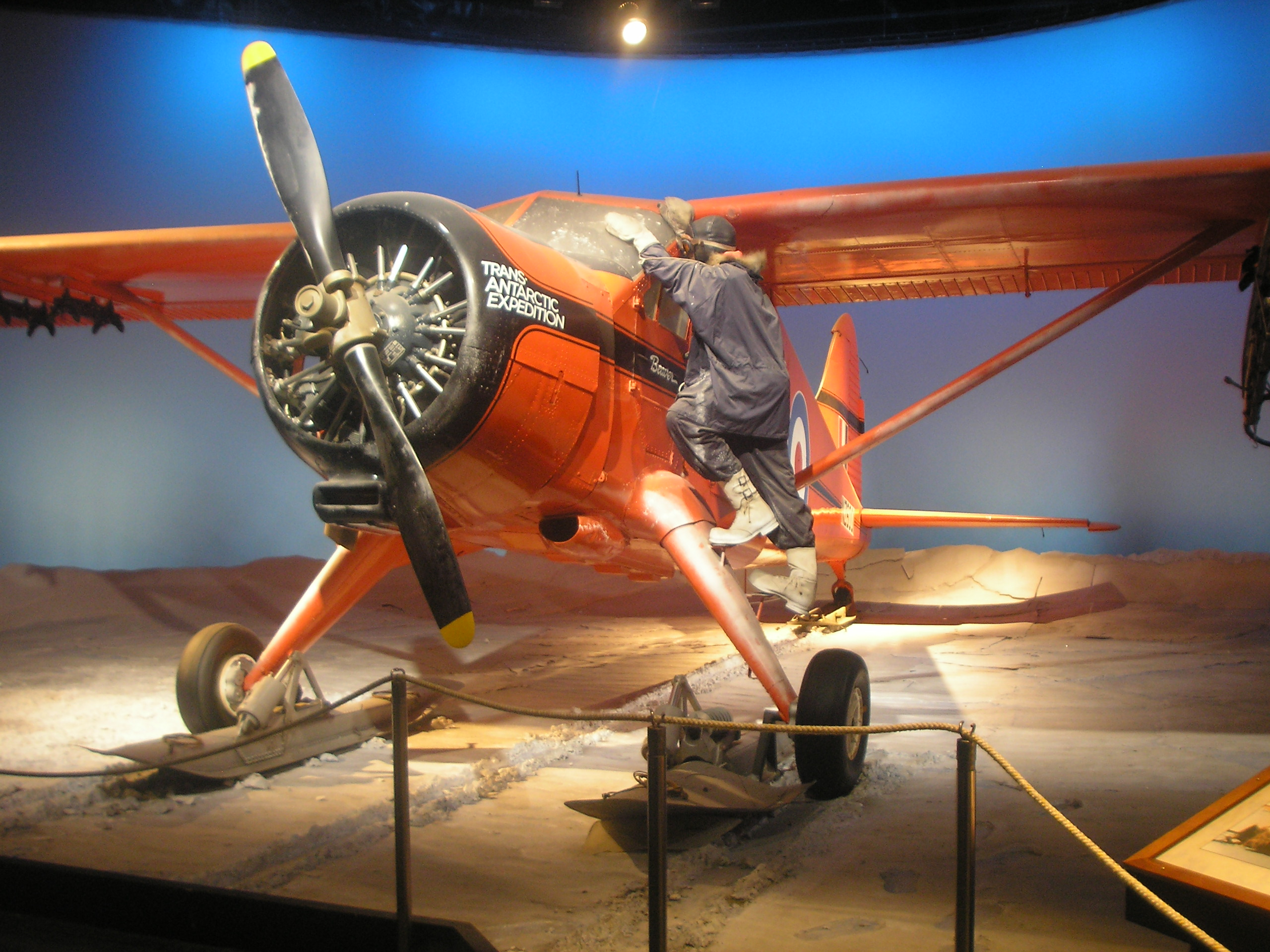
El avión de la Royal New Zealand Air Force (RNZAF) DHC-2 Beaver que ayudó a la expedición.

A pesar de que grandes cantidades de suministros fueron transportados por tierra, ambos grupos iban también equipados con aviones ligeros y de hecho hicieron amplio uso de apoyo aéreo para el reconocimiento y los depósitos de suministro. Además, el personal de los EE. UU. que estaba trabajando en la Antártida en ese momento también les prestó apoyo logístico adicional. Ambos grupos también llevaban equipos de perros que fueron utilizados para viajes de trabajo de campo y por seguridad en caso de fallo del transporte mecánico  —aunque los perros no fueron usados en  todo el camino hasta el Polo. Por último, en diciembre de 1957 cuatro hombres de la expedición volaron en uno de los aviones —un avión de la  Royal New Zealand Air Force (RNZAF), un DHC-3 Otter de la compañía de Havilland Canada— en un vuelo polar sin escalas de once horas (2300 km) cruzando todo el continente de la Antártida, desde la base de Shackleton a través del Polo hasta la base Scott, siguiendo aproximadamente la misma ruta de la partida terrestre de Fuchs.

## Epílogo
Fuchs fue nombrado caballero del Imperio Británico por la reina Isabel II el mismo año. En 1960, Fuchs y Edmund Hillary escribieron The Crossing of Antarctica [El cruce de la Antártida].